# Luisa Irene Ickowicz
Luisa Irene Ickowicz (Buenos Aires) es una escritora argentina. Es autora de cine, teatro y televisión y directora de teatro y videos.

## Biografía
En 1974 ingresa en la industria cinematográfica argentina en el área de producción, colaborando en La tregua, Las sorpresas y Juan que reía.
En 1976 inicia su actividad en el ámbito publicitario. Primero como creativa y luego también como realizadora en video, colaborando con importantes agencias de nuestro medio. Sus últimos trabajos en agencia se orientan a la publicidad de películas. Hoy realiza, esporádicamente, producciones institucionales para el ámbito público o empresas privadas y de aporte a la comunidad. 
En 1985 comienza a escribir películas de largometraje, que le han permitido obtener premios y reconocimientos nacionales e internacionales y crea un nuevo espacio dentro del equipo de filmación: la Coordinación artística, participando en todas las etapas de la realización de las películas en las que interviene: Seré cualquier cosa pero te quiero, Convivencia, Besos en la frente, Botín de guerra, Ciudad del sol, entre otras.
Luego de realizar algunas puestas teatrales y trabajar en grupos de experimentación teatral, comienza a dirigir sus propias obras. En la actualidad se encuentra desarrollando un nuevo proyecto. Con la recuperación de la democracia en el país en 1983, desde distintos ámbitos y disciplinas, la cuestión de género surge como uno de los temas pendientes de debate social. En su condición de autora y realizadora, produce distintos materiales audiovisuales, para cátedras universitarias, centros de estudios y fundamentalmente para medios masivos de comunicación. 
En 1989 comienza a escribir para televisión miniseries y unitarios. En el campo docente, coordina talleres de guion y desde 1994 hasta la fecha es Titular de la Cátedra de Guion II en la carrera Diseño de Imagen y Sonido de la Facultad de Arquitectura y Diseño de la Universidad de Buenos Aires. Da seminarios de Estructuras Narrativas Audiovisuales, y es titular de Guion II y Coordinadora de los trabajos de tesis para guionistas y realizadores de la Escuela Nacional de Experimentación y Realización Cinematográfica (ENERC), dependiente del Instituto Nacional de Cine y Artes Audiovisuales. 
Da cursos y seminarios de Estructuras Narrativas Audiovisuales y de Guion en centros de estudios de todo el país.

## Medios

### Teatro
- 2001. de Buena fe. Autora, Directora, Productora ejecutiva Tragicomedia. El camarín de las musas. Intérpretes: Noemí Frenkel –Alex Benn
- 1995-6 De Frente March Autora y directora.Music-hall.Teatro La Plaza. Café-concert del Club del Vino. Intérprete Carlos March.
- 1995 Bandada. Autora.
- 1994 Las alegres niñas del bosque. Autora.
- 1993 Diosas en el Aire. Autora y directora. Versión para teatro leído. Fundación Banco Patricios. Intérpretes: Virginia Innocenti, Marzenka Novvak, Ana María Castell. Ana María Casó y Mónica Estévez
- 1991 Diosas en el aire. Autora y directora. Teatro Lasalle. Intérpretes: Gabriela Toscano y Adriana Salonia.
- 1984 El ciclo de oro Autora.
- 1982 El descenso Autora.
- 1981 Romeo et Jeannette. Directora. Autor: Jean Anouilh. Auspiciado por la Alianza Francesa y la Sociedad Argentina de Escritores (SADE). Teatro Lasalle. Intérpretes Mario Lozano y Pablo Brichta.
- 1979 Los prójimos Directora. Autor: Carlos Gorostiza. Teatro "La Galera"
- 1978 A falta de pan. Directora. Sainete de Pedro E. Pico. Teatro “La Fusa”
- 1977 Don Quijote de la Mancha Autora en colaboración con Carlos Oves. Comedia musical infantil.

### Televisión
- 2004-5 El otro yo Miniserie documental. Autora. Dirección Alberto Lecchi.
- 2003 Bocetos alrededor de Chejov. Autora. Unitario televisivo para el ciclo “Ensayos” Canal 7. Dirección Oscar Barney Finn.
- 2002 De eso se trata. Documental para los 30 años del Museo del Cine y el día del Cine. Investigadora y guionista. Canal 7.
- 1997 Rosaura a las diez. Adaptadora y guionista de la novela de Marco Denevi. y Coordinación Artística. Telefe. Dirección: Carlos Galettini.
- 1994-6 Alta Comedia. Autora. Ciclo televisivo producido y emitido por Canal 9. Dirección :María Herminia Avellaneda. Alberto Rinaldi. Capítulos: "Cambio de imagen" "Misha" "Begonias y Margaritas" “Y el mundo será uno” Intérprete: Dora Baret. "Buenos mensajes" “Carrera al corazón” "El trabajo de Venus" Intérprete: Betiana Blum. “La Vestidora”. Intérprete Alicia Bruzzo.
- 1993 Uno de ellos Autora. Miniserie televisiva de cuatro capítulos. Producida y emitida por ATC, Argentina Televisora Color. Dirección Oscar Barney Finn. Intérpretes: China Zorrilla, Federico Luppi, Oscar Martínez, Thelma Biral.
- 1992 Luces y sombras. Autora. Ciclo televisivo de unitarios. Producido y emitido por ATC Canal 7. Dirección: Oscar Barney Finn. Capítulos: “Promesas". "Donde está el Sol". "Imágenes de Alicia". "El bello sueño de un día más". "Cuando se abre el camino". "Fuera de tiempo". Intérpretes: Miguel Ángel Solá, China Zorilla, Federico Luppi, Thelma Biral.
- 1990 Langostino. Guionista. Serie televisiva de 36 capítulos, para muñecos y dibujos animados para la Televisión Española, Barcelona, Producción R. Pastor.
- 1988 Plomera de mi barrio. Autora. Miniserie televisiva de trece capítulos, producida y emitida por Canal 11 de Televisión, Capital Federal y repetidoras de todo el país. Intérpretes: Bettiana Blum y Juan Leyrado
- 1985 La otra mitad Autora, guionista y realizadora. Miniserie de tres capítulos para la televisión, producida por Sur-Visión, que analiza la situación de la mujer en la Argentina. Géneros: Dramático, Documental y Testimonial.Intérpretes: Miguel Ángel Solá, Dora Baret, Marta Bianchi, Tina Serrano y otros.
- 1985 Avances en la noche. Creadora y realizadora. Programa periodístico especializado en cine, emitido por Cable Visión.

### Cine
- 2009 La patria equivocada. Adaptación de la novela de Dalmiro Sáenz. Guionista. Largometraje en producción.
- 2006 Hacer patria Guionista. Largometraje documental. Dir. David Blaustein.
- 2002 30 años del cine nacional documental para el Museo del Cine.
- 2000 Ciudad del Sol Autora y Coordinadora artística. Largometraje.Dirección Carlos Galettini. Intérpretes: Darío Grandineti, Jazmín Stuart, Nicolás Cabré, Leonor Manso, Patricio Contreras y María Leal.
- 1999 Botín de guerra Coguionista. Documental sobre Abuelas de Plaza de Mayo. Dirección David Blaustein.
- 1998 La edad del sol. Autora. Largometraje. Productora Flener Films. Intérprete: Soledad y otros.
- 1996 Besos en la frente coordinadora artística y coguionista, conjuntamente con Jacobo Langsner y Carlos Galettini. Dirección: Carlos Galettini. Intérpretes: China Zorrilla, Leonardo Sbaraglia y Claudio García Satur.
- 1993 Convivencia adaptadora, guionista y coordinadora artística. Largometraje basado en la obra teatral de Oscar Viale. Dirección  Carlos Galettini. Intérpretes: José Sacristán y Luis Brandoni.
- 1986 Seré cualquier cosa, pero te quiero coguionista con Sergio De Cecco basado en la obra teatral de este Llegó el plomero.

### Video
- 1995 Entre logros y desafíos. Autora y realizadora. Video documental sobre las conquistas de las mujeres en la última década, para el Consejo Nacional de la Mujer.
- 1991 Reunión de Padres y de Madres. Autora, productora y realizadora. Video motivacional, dentro del programa "Familia-Escuela". GEST. Grupo de Estudios Sociales para la Transformación. Patrocinado por IAP Inter-American Foundation y IDRC International Development Research. Intérpretes. Heny Trayles, Jesús Berenguer, Ana María Castel, Lucrecia Capello, Eleonora Wexler y otros.
- 1990 María, trabajadora en casa particular. Autora y realizadora. Para el Centro de Estudios de la Mujer, para el proyecto "Servicio Doméstico Remunerado y Problemas de Sindicalización". Emitido en bolsas de trabajo y organizaciones comunales.
- 1990 La otra mirada Autora y realizadora. Video educativo para la cátedra de psicología de la Universidad de Belgrano. Prof. Ana María Daskal. Tema: "Estereotipos sexuales en la interpretación psicoanalítica". Intérpretes: Pablo Brichta y Mercedes Morán.

### Publicidad
- 1994. "Nadie nace sabiendo" Directora Creativa. Campaña gráfica- radial- televisiva. Auspiciante: Consejo Nacional de la Mujer.
- 1994."Día Internacional de la Mujer" Directora Creativa. Campaña gráfica-radial. Auspiciante. Consejo Nacional de la Mujer
- 1993."Por un pacto de igualdad" Directora Creativa. Campaña gráfica- radial- televisiva Auspiciante: Consejo Nacional de la Mujer.
- 1992.“Campaña Día Internacional de la Mujer”. Directora Creativa.Campaña gráfica. Auspiciante: Caro Cuore.
- 1989. "Ni más ni menos". Creativa y realizadora. Campaña Día Internacional de la Mujer. Auspiciante Caro Cuore. Línea de lencería femenina.
- 1985."Campaña Día Internacional de la Mujer", coguionista, coproductora y realizadora.

Siete cortos publicitarios en video, emitido por todos los canales de televisión abierta del país, en espacios cedidos por la Subsecretaría de la Mujer, Ministerio de Acción Social de la Nación. Adhesión de Mujeres y Hombres del cine. Intérpretes: Chunchuna Villafañe, Soledad Silveyra, Miguel Ángel Solá, Martha Bianchi, Ana María Pichio, Federico Luppi. 
- 1976-82 Inicia su actividad en el medio publicitario como Redactora, desempeñándose luego como Directora Creativa, Realizadora de producción electrónica, Realizadora de cortos comerciales en video. Agencias: Juventas Publicidad. Lintas. Yuste Publicidad. LBG, entre otras.

Cuentas que atendió: Daihatsu (automóviles). NCR(computadoras). Compañía de Seguros Belgrano. Laboratorios Defort (Líneas Insecticidas Yale). Camello detergente. Maizena. Woolite. Terrabussi. Caramelos Lerithier. Eslabón de Lujo. Lever (Rexina. Skyp. Ala). Austral Líneas Aéreas. MiLuz (pinturas). Sidra La Victoria. Asociación de Agencias de Seguros. Laboratorios Medex-Onicrón (líneas Medex y Kleenex), entre otras.

## Docencia
- 1992 /Presente Facultad de Arquitectura Diseño y Urbanismo (FADU) UBA. Carrera Diseño de Imagen y Sonido Titular de la Cátedra de Guion II, de tercer año.
- 1992-1996 Facultad de Arquitectura Diseño y Urbanismo (FADU) UBA Titular de la Cátedra Estructuras Narrativas Audiovisuales. Primer año.
- 2005/ Presente IUNA Instituto Universitario Nacional de las Artes. Titular de las Cátedras: Desarrollo de Proyecto de Grado I y II, en Coordinación de Tesisnas. Asesores y Directores de Tesis.
- 1994- 2006 ENERC. Escuela Nacional de Experimentación y de Realización Cinematográfica del Instituto Nacional de Cinematografía y Artes Audiovisuales. Titular de la Cátedra de Guion III, tercer año y supervisión de tesis. ENERC. Escuela Nacional de Experimentación y de Realización Cinematográfica del Instituto Nacional de Cinematografía y Artes Audiovisuales.
- 1994 /2004 Titular de la Cátedra de Guion III, tercer año y supervisión de tesis. y Titular de la cátedra de Estructuras Narrativas Audiovisuales II Guion II y Análisis de Guion para productores, directores y fotógrafos.
- 1998 / 2002 Seminario Estructuras Narrativas Audiovisuales (ENERC). Escuela Experimental Realización Cinematográfica del Instituto Nacional de Cinematografía y Artes Audiovisuales.
- 2007. Centro de Formación Profesional del SICA Sindicato de la Industria Cinematográfica. Seminario de Guion
- 2006 Escuela de Cine de Eliseo Subiela. Seminario “Si hay personaje hay historia”
- 1997 INCAA y Secretarías de Cultura Provinciales. Seminarios de Guion en el interior del país.
- 1997 Universidad Nacional de la Plata Facultad de Bellas Artes Secreatría de Extensión y Vinculación con el Medio Productivo. Taller de Guion Cinematográfico.
- 1995 Congreso Iberoamericano de Teatro. Coordinación del Taller Mujer y creación colectiva teatral,
- 1993 Municipalidad de Buenos Aires. Programa “Acción Solidaria” Coordinación del Taller Mujer y creación colectiva teatral
- 1990-presente Coordina talleres de escritura en el ámbito privado.

## Cuestión de género
Con la recuperación de la democracia en Argentina, desde distintos ámbitos y disciplinas, la cuestión de género surgió como uno de los temas pendientes de debate social. En su condición de autora y realizadora, produjo distintos materiales audiovisuales para cátedras universitarias, centros de estudios y fundamentalmente para los medios masivos de comunicación. 
También realizó trabajos teóricos y periodísticos sobre Mujer y Medios de Comunicación, Mujer y Cine, Mujer y Teatro, y dirigió grupos teatrales de experimentación desde el eje del género y coordina talleres como: Taller Mujer y creación colectiva teatral, para el programa “Acción Solidaria” de la Municipalidad de Buenos Aires (1993) y para el Congreso Iberoamericano de Teatro (1995). 
Participó institucionalmente como Miembro del Consejo Consultor de la Subsecretaría de la Mujer, de la Secretaría de Desarrollo Humano y Familia del Ministerio de Acción Social de la Nación y del Consejo Consultivo del Consejo Provincial de la Mujer de la Provincia de Buenos Aires(1988-89). Es Miembro de la Comisión creadora y organizadora de "Encuentro Mujer y Teatro” (1992/96) e integra la Comisión Directiva de "La Mujer y el Cine" (1994-98). 
Durante diez años consecutivos realizó campañas de difusión masiva para el Día Internacional de la Mujer, como creativa y realizadora y en algunos casos también produciéndolos. La primera de ellas (1985) se puede concretar con el aporte de Mujeres y Hombres del Cine y se emitió por todos los canales de televisión abierta del país, en espacios cedidos por la Subsecretaría de la Mujer, Ministerio de Acción Social de la Nación. Participaron técnicos de primer nivel y fueron interpretados por los actores Chunchuna Villafañe, Soledad Silveyra, Miguel Ángel Solá, Martha Bianchi, Ana María Picchio y Federico Luppi. 
En 1989, las campañas ya contaron con el aporte de empresas privadas. La primera en tomar esta iniciativa es Caro-Cuore, lencería femenina. El spot publicitario fue finalista en varios concursos. La campaña gráfica, radial y televisiva, “Espacio público”, auspiciada por el Consejo Nacional de la Mujer en 1993, alcanzó una duración insólita. Una de las piezas consiste en stickers que se pegan en los baños públicos y permanecen fijos por años

## Institucional
- 2004/2007 Miembro de la Academia de Artes y Ciencias de la Argentina. Comisión de Guion
- 2005 Miembro de la Comisión Asesora (ad honorem) de la Comisión de Cine de Asociación General de Autores de la Argentina (Argentores)
- 1994 / 98 Miembro de la Comisión Directiva de "La Mujer y el Cine"
- 1992 / 96 Miembro de la Comisión creadora y organizadora de "Encuentro Mujer y Teatro.”
- 1988 / 89 Miembro del Consejo Consultor de la Subsecretaría de la Mujer, de la Secretaría de Desarrollo Humano y Familia del Ministerio de Acción Social de la Nación
- 1988/89 Miembro del Consejo Consultivo del Consejo Provincial de la Mujer de la Provincia de Buenos Aires.

### Jurados
- 2009 Historias Breves. Concurso Cortometraje del INCAA.
- 2006 ARGENTORES Concurso Premio  Cine
- 2003/6 Festival de Mar del Plata. Comité de asesor para la selección de películas en competencia.
- 2005 ARGENTORES Concurso Premio  Cine.
- 2004 Universidad del Cine Concurso de proyectos de cortometraje.
- 2001 Instituto nacional de Cine y Artes Audiovisuales. INCAA Concurso películas con temática dirigida a niños y jóvenes.
- 1999 Secretaría de Cultura de la Presidencia de la Nación. Concurso Premio Nacional Borges y los jóvenes. Guion-video.
- 1998 Facultad de Filosofía y Letras. UBA Concurso Tiempos Cortos.
- 1998 Concurso Nacional  George Melies. Cortometrajes Video
- 1998 Fundación del Libro. Concurso Video-Poema
- 1995  Instituto Nacional de Cinematografía y Artes Audiovisuales. (INCAA) Concurso de Cortometrajes
- 1994 Consejo Nacional de la Mujer Concurso Nacional de Video "Los Trabajos de las mujeres en imagen".
- 1994 Instituto Nacional de Cinematografía y Artes Audiovisuales. (INCAA). Concurso de Proyectos de Largometraje Documental para Sistema de Coparticipación.
- 1994 Festival de la Mujer y el Cine. Concurso Video.
- 1990. Instituto Nacional de Cinematografía  (INC).Argentina. Concurso Coproducción
- 1989 XI Festival Internacional del Nuevo Cine y Video Latinoamericano (La Habana). Presidenta Jurado Guion Inédito.
- 1989.Concurso Nacional de Guiones Infantiles organizado por la Escuela integral Dr. Alberto Schweitzer.
- 1988. (UNCIPAR) Unión de Cineastas de Paso Reducido. Cortometrajes realizados por mujeres

### Congresos
- 1990- 2006 Participa en coloquios organizados por instituciones públicas y privadas en su carácter de autora y realizadora, sobre temas referidos a la creación teatral y cinematográfica. Pueden citarse entre ellos:
- 2005. 7.º Festival Internacional de Cine independiente Buenos Aires. Guionistas por guionistas.
- 2003.Archivo General de la nación y Universidad de Buenos Aires Simposio “Imágenes del cine” Ponenecia “Ver pensar y producir Cine”
- 2000 Secretaría de Educación y Cultura de Avellaneda. Conferencia: Cine mundo chico en las jornadas organizadas por la
- 1997 13 Festival Internacional de Cine de Mar del Plata. Coloquios Literatura y cine. Coloquio “El Proceso de adaptación” con Paul Schrader y Alain Robbe-Grillet. Coordinación Ricardo Manetti.
- 1997 CECYM Centro de Encuentros Cultura y Mujer Ponencia: Teatro y Violencia sexual. Análisis de las tres obras ganadoras del concurso. Sala Pablo Picasso, La Plaza.
- 1997 Feria del Libro Coloquio “Los mitos en la sexualidad femenina” Coordinación María Luisa Lerer.
- 1996 Facultad de Arquitectura, Diseño y Urbanismo (FADU- Universidad de Buenos Aires. Área de Diseño Comunicacional CEADING y Secretaría de Publicaciones de FADU- Ponencia Lo complejo y lo austero (el guion)-Jornadas Homenaje a Kieslowski,
- 1996 Congreso Iberoamericano de Teatro. Coloquio Mujer y Teatro. Ponencia Transformaciones, sobre la experimentación en la creación teatral desde una perspectiva de género. Teatro Cervantes.
- 1994 Congreso Internacional Iberoamericano de Teatro.Ponencia : La mujer, su identidad en el teatro ante el siglo XXI
- 1985/97-Participa en jornadas, talleres, conferencias y coloquios, como panelista y conferencista sobre temas referidos a la participación de la Mujer en los Medios de Comunicación, en su carácter de autora y realizadora, convocada por instituciones estatales, provinciales y municipales, como la Subsecretaría, Secretaría y Dirección de la Mujer de la Nación, el Consejo Provincial de la Mujer de la Provincia de Buenos Aires, la Universidad de Lomas de Zamora, Centro Cultural Ricardo Rojas, entre otras y organismo no gubernamentales e instituciones empresas privadas como: Encuentro Nacional de la Mujer, Lugar de Mujer, Sociedad Argentina de Escritores, Fundación Banco Patricios. La feria del Libro, entre otras

## Premios
- 2000 Premio del Jurado del XXI Festival del Nuevo Cine Latinoamericano La Habana: “Botín de guerra”
- 2000 Premio del Jurado Ecuménico del Festival Internacional del Cine de Berlín: “Botín de guerra”
- 2000 Premio Valladolid Sección Documental Tiempo de Historia: “Botín de guerra”
- 1997 Premio Imagen Satelital Función Privada. Mejor guion/97:“Besos en la frente”
- 1997 Mención Honorífica del Jurado Primer Festival de Cine Hispano Miami/96: “Besos en la frente”
- 1997 Premio Mejor Guion UNEAC Unión Nacional de Escritores y Artistas Cubanos. 18* Festival del Nuevo Cine Latinoamericano de La Habana. “Besos en la frente”
- 1998 Premio Radio Habana mejor guion. “Besos en la frente”
- 1997. Nominación mejor guion. Asociación de Cronistas Cinematográficos. “Besos en la frente”
- 1996.Premio Mejor guion adaptación. IX Lauro Sin Cortes “Besos en la frente”
- 1994 Premio Mejor guion adaptación Lauro “Sin Cortes” “Convivencia”
- 1995 Premio ARGENTORES. Mejor Guion Cinematográfico. “Convivencia”
- 1995 Beca Participación “Laboratorio Sundance” Dirección. Robert Redford. Primer Laboratorio para guionistas de Sudamérica. Guion: “Noches Azules de un Invierno Triste.”
- 1994. Mención especial del Jurado Festival Internacional de Huelva. "Convivencia"
- 1987.Premio Coral. Mejor Guion Inédito. IX Festival de Cine y Video Latinoamericano (La Habana). "El barrio del Ángel Gris"
- 1987.Nominación Mejor Adaptación Cinematográfica. Asociación Cronistas Cinematográficos (Argentina) "Seré cualquier cosa, pero te quiero".
- 1986. Mención Especial. VIII Festival Internacional de Cine y Video Latinoamericano (La Habana). Miniserie en Video "La otra mitad".
- 1982."Cine Abierto". Guion cinematográfico. Cortometraje argumental "El paso del elefante".
- 1976 "Santa Clara de Asís" y "San Gabriel" por Campaña Aporte a la Comunidad – Líneas Aéreas Austral.